# Пансърбизъм
Пансърбизмът е сръбски вариант за южнославянски панславизъм.
Възниква в Княжество Сърбия през 19 век под въздействие на идеите на силната полска емиграция във Франция.